# Умястув
Умястув (пол. Umiastów) — село в Польщі, у гміні Ожарув-Мазовецький Варшавського-Західного повіту Мазовецького воєводства.
Населення — 293 особи (2011).
У 1975-1998 роках село належало до Варшавського воєводства.

## Демографія
Демографічна структура станом на 31 березня 2011 року:
|          | Загалом | Допрацездатний вік | Працездатний вік | Постпрацездатний вік |
| -------- | ------- | ------------------ | ---------------- | -------------------- |
| Чоловіки | 147     | 28                 | 106              | 13                   |
| Жінки    | 146     | 25                 | 91               | 30                   |
| Разом    | 293     | 53                 | 197              | 43                   |